# F.C. De Kampioenen seizoen 17
Reeks 17 van F.C. De Kampioenen werd voor de eerste keer uitgezonden tussen 16 december 2006 en 10 maart 2007. De reeks telt 13 afleveringen.

## Overzicht
| Nr. serie | Nr. reeks | Titel van aflevering   | Scenarist(en)      | Uitzenddatum     |  |
| --- | --------- | ---------------------- | ------------------ | ---------------- |  |
| 209 | 1         | Knock out              | Knarf Van Pellecom | 16 december 2006 |  |
| Pascale wil met Maurice gaan samenwonen, maar Maurice kan zijn moeder niet in de steek laten. Op aanraden van Bieke stelt Pascale Maurice voor de keuze: zij of zijn moeder. Maurice zoekt een home voor zijn moeder wat door Boma mislukt. Maurice gaat samenwonen met Pascale en brengt zijn moeder mee. Billie schrijft zich in in een boksschool om zijn lief te plezieren. Doortje protesteert. |           |                        |                    |                  |  |
| 210 | 2         | De twaalfde man        | Rudy Morren        | 23 december 2006 |  |
| De Kampioenen moeten op zoek naar meer supporters omdat de subsidies van de gemeente berekend worden op het aantal supporters. Het samenwonen met Maurice is voor Pascale een uitdaging. |           |                        |                    |                  |  |
| 211 | 3         | Spaghetti championaise | Knarf Van Pellecom | 30 december 2006 |  |
| Marc gaat als kok aan de slag in de kantine van de Schellekens. Zijn bazin Willeke heeft een boontje voor Marc. Pascale wilt weten wat er in de kist van Maurice zit en stelt er veel vragen over. Fernand is enkele dagen verdwenen en de Kampioenen worden ongerust. Uiteindelijk blijkt dat hij enkele dagen in Duitsland was voor een erfenis. |           |                        |                    |                  |  |
| 212 | 4         | Winterstop (*)         | An Swartenbroekx   | 6 januari 2007   |  |
| Het gaat niet zo goed tussen Bieke en Marc. Bieke wil eindelijk op huwelijksreis gaan. Marc zorgt ervoor dat ze op cruise kunnen, maar aan boord moet hij presentator zijn voor Nicole & Hugo. Boma gaat ook mee. Carmen wil deelnemen aan een flamencofestival, maar tijdens het oefenen blesseert ze zich. Ook zij gaan op cruise. Fernand probeert binnen te dringen als verstekeling. |           |                        |                    |                  |  |
| 213 | 5         | Love boat (*)          | An Swartenbroekx   | 13 januari 2007  |  |
| Pascale, Maurice, Pol en Doortje, gaan eveneens aan boord van de Freedom of the Seas waarmee Marc en Bieke op huwelijksreis zijn. Fernand waagt opnieuw zijn kans. Carmen ontdekt het ware verhaal van de Titanic en is bang om te verdrinken. Maurice filmt de gênante momenten van Boma. Pol maakt gebruik van de faciliteiten en geniet van zijn reis. Voor Doortje loopt het echter mis. De Zuid-Afrikaanse kapitein probeert Bieke en Pascale te versieren. Uiteindelijk komt alles op zijn pootjes terecht.                                                       |           |                        |                    |                  |  |
| 214 | 6         | Kalenders              | Bart Cooreman      | 20 januari 2007  |  |
| De clubkas moet gespijsd worden. Daarom gaat de Kampioenen naaktkalenders verkopen. Ze willen echter jongere vrouwen op de kalender zetten, maar ze hebben geen succes tijdens hun zoektocht. Dus gaan ze zelf "naakt" poseren voor hun kalender De vrouwen besluiten op hun beurt een naaktkalender te maken. |           |                        |                    |                  |  |
| 215 | 7         | Allemaal beestjes      | Bart Cooreman      | 27 januari 2007  |  |
| Fernand komt in aanvaring met Pascale wanneer hij zijn brokantiek uitstalt voor haar café. Uit wraak gooit hij wat kakkerlakken in haar café. Als hij hoort dat hij mag deelnemen aan de wedstrijd "De beste buur" doet hij er alles aan om deze te winnen. Billie zorgt voor Tara, de rat van zijn nieuwe vriendin. De rat zorgt voor veel problemen bij de Kampioenen. |           |                        |                    |                  |  |
| 216 | 8         | Een groen blaadje      | Bart Cooreman      | 3 februari 2007  |  |
| Doortje en Carmen denken dat Pol een relatie heeft met een van zijn leerlingen en zelfs zwanger maakte. Fernand is in bezit gekomen van een duur stuk antiek: de eeneiige tweeling van Friedrich Von Klump. Wanneer blijkt dat het om een gestolen beeld gaat, raakt hij in paniek en verstopt hij ze onder het bed van Bieke en Marc. Hij belt naar de politie om de twee te laten arresteren. |           |                        |                    |                  |  |
| 217 | 9         | Stokken in de wielen   | René Swartenbroekx | 10 februari 2007 |  |
| Pol en Carmen nemen deel aan een wielerwedstrijd, georganiseerd door de gemeente. Alle mannen rijden verkeerd. Carmen wint, voor Pol en Belgisch kampioen Roger Hoof. Fernand probeert de wielerwedstrijd in het honderd te laten lopen. Fernand moet een boete betalen wanneer blijkt dat hij een van zijn duiven doping toediende. Pascale is jaloers wanneer een jeugdvriendin van Maurice opduikt. Het blijkt een meisje te zijn waarop Maurice vroeger babysitte.                                                                                                  |           |                        |                    |                  |  |
| 218 | 10        | Buitenspel             | Rudy Morren        | 17 februari 2007 |  |
| Er ontstaat ruzie tussen Pascale en Maurice over 'maman'. Pascale wil dat Maurice in therapie gaat. De Kampioenen discussiëren over de term "buitenspel". Billie moet studeren voor geschiedenis. Hij wil dat iemand van zijn klas hem helpt, maar Doortje is ertegen. |           |                        |                    |                  |  |
| 219 | 11        | Proost!                | Knarf Van Pellecom | 24 februari 2007 |  |
| Xavier, Maurice, Doortje en Fernand nemen deel aan een bierproefwedstrijd met als prijs een luxe-verblijf in een historisch kader, Een van de paters waar de wedstrijd plaatsvindt, heeft een oogje op Doortje. Maurice zijn verleden als alcoholverslaafde komt te boven. Fernand wint op oneerlijke wijze de wedstrijd, maar de prijs is niet wat hij voor ogen had. Bieke moet voor drie dagen op congres maar Marc ziet dat helemaal niet zitten. Willeke, die haar vriend net gedumpt heeft, denkt dat Marc terug vrijgezel is en probeert zijn hart te veroveren. |           |                        |                    |                  |  |
| 220 | 12        | De veiling             | Knarf Van Pellecom | 3 maart 2007     |  |
| Na een ongeval is de camionette van Fernand perte totale. Hij probeert de schuld in de schoenen van Marc te schuiven. Het gaat slecht op school bij Billie. Hij dreigt te buizen voor economie en krijgt nog één kans om zijn jaar niet te moeten overdoen. Samen met Tifanny, de beste leerlinge van de klas, organiseren ze een veiling. Als Tifanny het afhaakt, omdat Billie haar gevoelens niet beantwoord, staat hij er alleen voor. Pascale krijgt het geld van de veiling om een nieuwe keuken te kopen.                                                        |           |                        |                    |                  |  |
| 221 | 13        | Operatie Betina        | Bart Cooreman      | 10 maart 2007    |  |
| Boma ondergaat dankzij zijn nieuwe vriendin Machteld een heuse metamorfose. Pascale is jaloers omdat Boma voor haar zo niet wou veranderen. Xavier moet voor 3 maanden op humanitaire missie (Operatie BETINA) naar Afghanistan. Hij is bang voor de reactie van Carmen. Carmen vind iets merkwaardigs in zijn tas. Zij denkt dat hij een relatie heeft met een zekere Betina. |           |                        |                    |                  |  |

(*) De afleveringen Winterstop en Love boat zijn een special. Ze volgen elkaar dus meteen op.

## Hoofdcast
- Marijn Devalck (Balthasar Boma)
- Loes Van den Heuvel (Carmen Waterslaeghers)
- Johny Voners (Xavier Waterslaeghers)
- Ann Tuts (Doortje Van Hoeck)
- Ben Rottiers (Pol De Tremmerie)
- An Swartenbroekx (Bieke Crucke)
- Herman Verbruggen (Marc Vertongen)
- Danni Heylen (Pascale De Backer)
- Tuur De Weert (Maurice de Praetere)
- Jaak Van Assche (Fernand Costermans)

## Vaste gastacteurs
(Personages die door de reeksen heen meerdere keren opduiken)
- Rob Teuwen (Billie Coppens)
- Ella Leyers (Saartje Dubois)
- Luk D'Heu (Freddy Van Overloop)
- Maja Hendrickx (Agnes)
- Suzanne Juchtmans (Maman de Praetere)
- Veerle Eyckermans (Schepen van sport Degraeve)
- Fred Van Kuyk (Jean-Luc Grootjans)
- Sandrine André (Willeke)
- Nicole & Hugo (Nicole & Hugo)
- Joren Seldeslachts (Steven)
- Ben Hemerijckx (Fons)
- Stef Van Litsenborgh (agent)
- Quentin Smits (Jeroen)
- Ludo Hellinx (Senne Stevens)

## Scenario

### Scenario
- Knarf Van Pellecom
- Rudy Morren
- An Swartenbroekx
- Bart Cooreman
- René Swartenbroekx

### Script-editing
- Bart Cooreman
- Etienne Vervoort
- Knarf Van Pellecom
- Wout Thielemans

## Regie
- Anne Ingelbrecht
- Etienne Vervoort

## Productie
- Rik Stallaerts